# Besetzung von Izmir
Smyrna  I – Aydın – İnönü  I – İnönü  II – Eskişehir – Sakarya – Große Offensive (Dumlupınar – Smyrna  II)

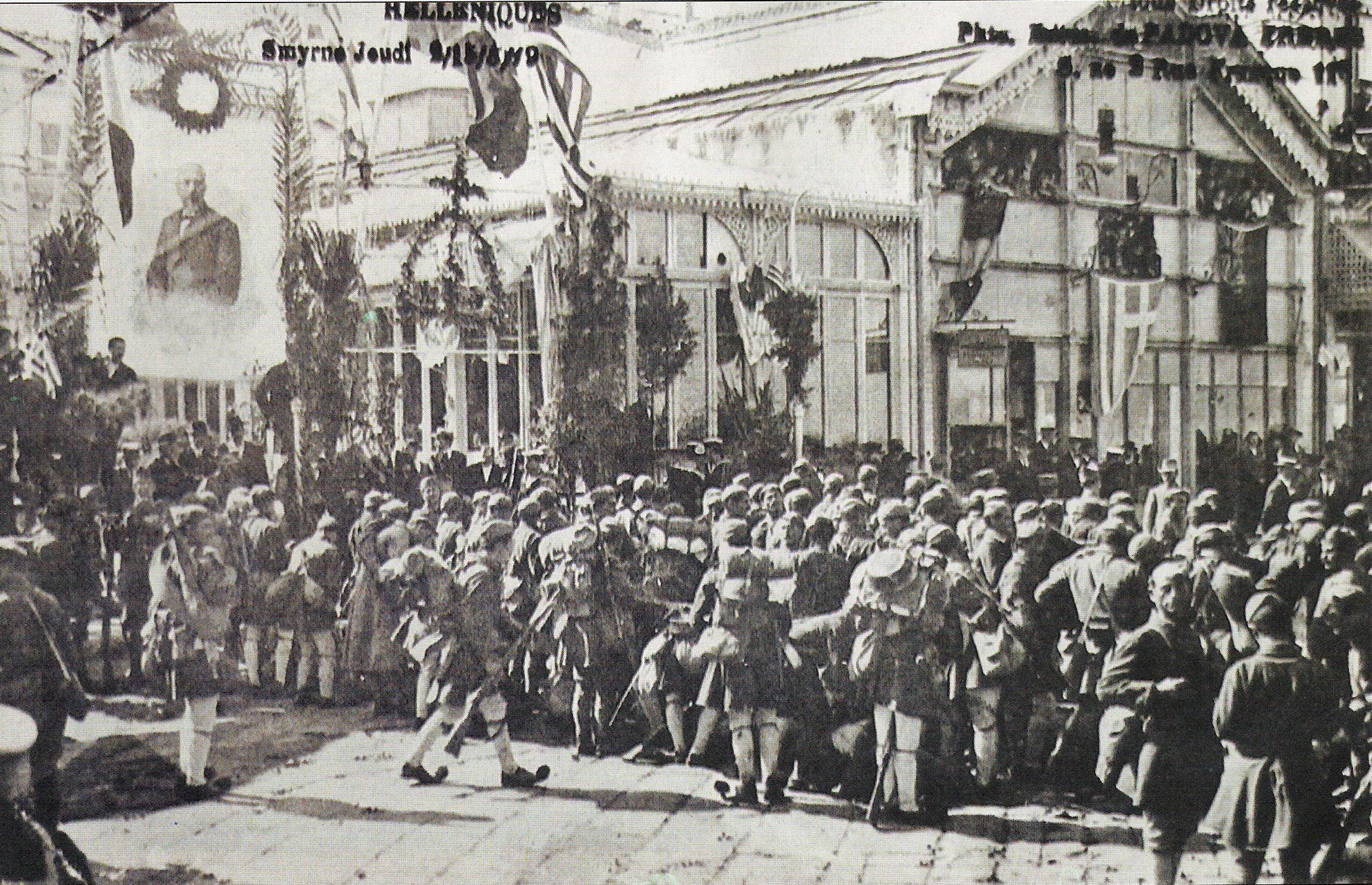
Griechische Soldaten übernehmen 1919 ihre Posten in Izmir.

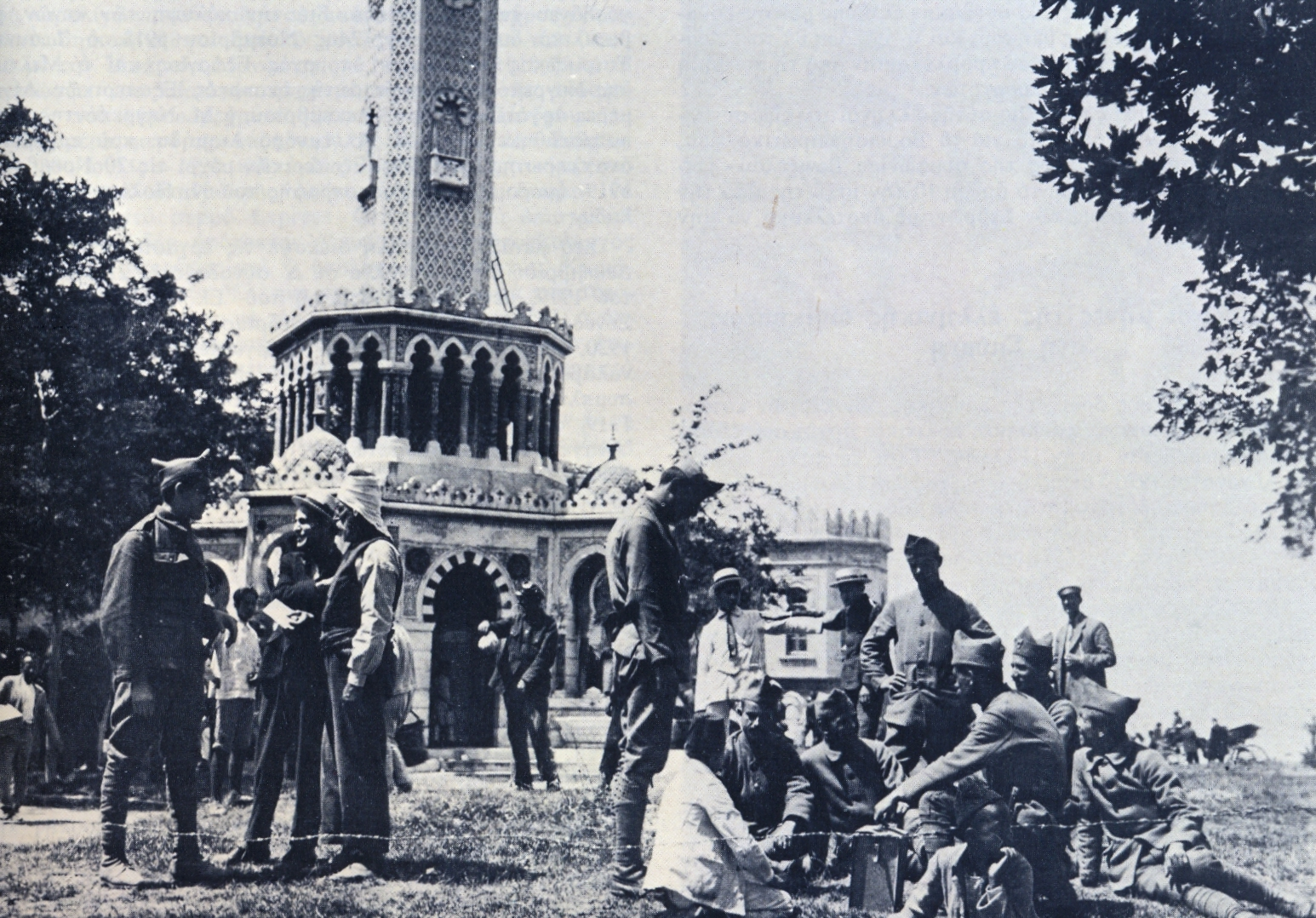
Griechische Soldaten und Zivilisten beim Uhrturm von Izmir im Sommer 1920.

Mit der Besetzung von Izmir (griechisch Σμύρνη Smýrni) am 15. Mai 1919 übernahmen die Streitkräfte des Königreichs Griechenland die Verwaltung über die kulturell und strategisch wichtige Hafenstadt Izmir und die umliegenden Gebiete (Ionien). Im Vertrag von Sèvres (Sektion 4) wurde die Besetzung geregelt. Sie endete am 9. September 1922, als die türkische Armee in Izmir einmarschierte.
Der griechische Premierminister Eleftherios Venizelos hatte im Kollaps des Osmanischen Reichs und der Uneinigkeit der Siegermächte des Ersten Weltkriegs eine Chance gesehen, die Megali Idea („Große Idee“) von einem großgriechischen Staat zu realisieren, der weite Teile Anatoliens, Thrakiens und am Schwarzen Meer umfassen sollte. In diesen Gebieten lebten Millionen orthodoxe Christen, die im Osmanischen Reich vom Patriarchen von Konstantinopel repräsentiert wurden und deshalb nach damaliger Auffassung als Griechen galten.
Die griechische Landung bei Izmir am 15. Mai 1919 wurde zunächst von der lokalen Bevölkerung gefeiert, führte jedoch schnell zu ethnischer Gewalt in dem Gebiet. Izmir war die Hauptbasis für Operationen von griechischen Truppen in Anatolien während des Griechisch-Türkischen Krieges von 1919 bis 1922.
Die griechische Besetzung von Izmir endete am 9. September 1922, als Mustafa Kemal Atatürk die Stadt bei der Einnahme von Izmir betrat. Nach dem türkischen Eindringen in Izmir hängte ein Mob von Muslimen den orthodoxen Bischof Chrysostomos Kalafatis, den Erzbischof von Smyrna. Nur wenige Tage später legten Brandstifter mehrere Feuer in den christlichen Vierteln der Stadt, darunter auch in den armenischen Quartieren, vor allem jedoch in den griechischen Teilen. Mit dem Ende der Besetzung von Izmir endeten die wichtigsten Kämpfe zwischen griechischen und türkischen Einheiten, und am 24. Juli 1923 unterzeichneten beide Parteien den Vertrag von Lausanne, durch den Türkischen Befreiungskrieg endete.

## Zone von Smyrna

Zone von Smyrna

Die Besetzung Izmirs und die Gründung der Zone von Smyrna (griechisch Ζώνη Σμύρνης) erfolgte noch während der Verhandlungen über die Aufteilung des Osmanischen Reiches zum Schutz der griechischen Bevölkerung, die in und um die Stadt herum lebte.
Um seine Gebietsansprüche zu sichern, hatte das Königreich Griechenland bereits 1919 Truppen in die Stadt Smyrna entsandt, in der die griechische Bevölkerung fast die Hälfte der Bewohner ausmachte.

## Ende und Nachwirken
Unmittelbar nach der Eroberung der Stadt 1922 durch die türkische Armee begann eine Welle der Gewalt gegen die griechische Bevölkerung. Die griechisch-christliche Minderheit Kleinasiens am nachhaltigsten schädigende Tat war der grausame Lynchmord an Erzbischof Chrysostomos Kalafatis. Durch den Gewaltakt endete das Metropolitenamt von Smyrna innerhalb weniger Wochen. Wenige Tage später zerstörte der Brand von Izmir die größten Teile der christlichen Stadtteile und damit mehr als die Hälfte der Stadt. Aus türkischer Sicht lag die Schuld bei allen ethnischen Gruppen, und klare Beschuldigungen seien schwer zu fassen.
Der Rückzug der griechischen Soldaten aus Izmir beendete den größten Teil der Großkämpfe im Griechisch-Türkischen Krieg, der formell mit einem Waffenstillstand endete und mit dem Vertrag von Lausanne besiegelt wurde. Gemäß dem Vertrag wurden zwischen Griechenland und Türkei ein Bevölkerungsaustausch vereinbart, in dem auch die griechische Bevölkerung von Izmir 1923 nach Griechenland und in die Diaspora ausgewiesen wurden.